# Franziska Romana von Hallwil

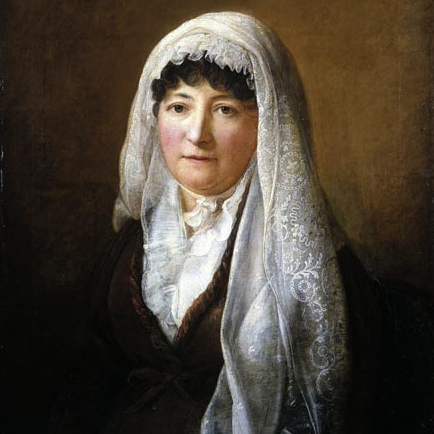
Gustav Adolf Schöner: Franziska Romana von Hallwil (1804).

Franziska Romana von Hallwil, auch Hallwyl oder Hallweil aus einer österreichischen Linie des alten Aargauer Adelsgeschlechts von Hallwyl (getauft 25. August 1758 in Wien; † 6. März 1836 auf Schloss Hallwil, Seengen), geborene Gräfin von Hallwil, verheiratete Freifrau von Hallwil, war eine Schweizer Adelige österreichischer Herkunft. Bekannt wurde sie durch ihre abenteuerliche Heirat, ihre Freundschaft mit Johann Heinrich Pestalozzi und ihre Beteiligung an der Helvetischen Revolution.

## Leben

### Jugend in Österreich

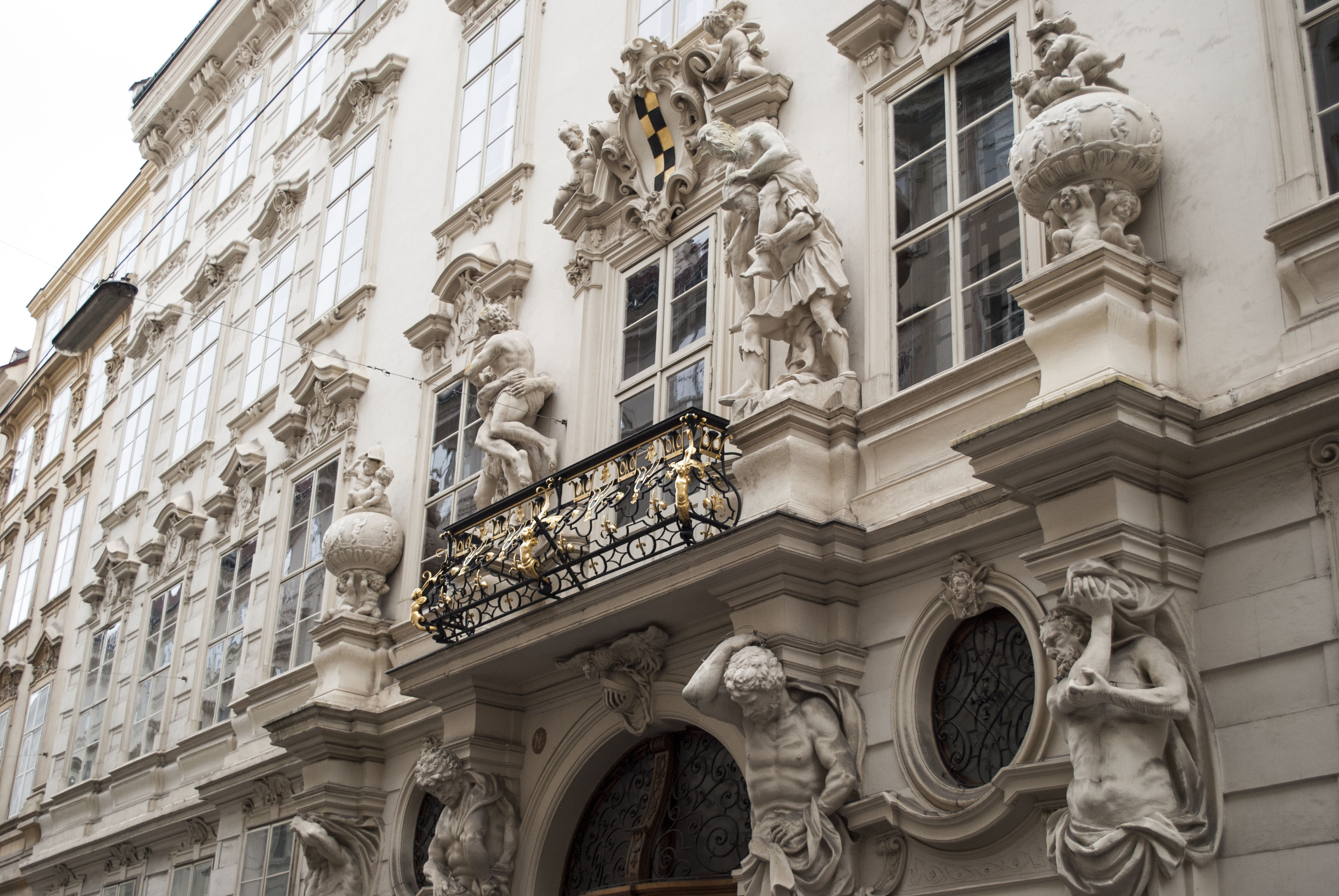
Palais Neupauer-Breuner in Wien. Aufnahme Diana Ringo.

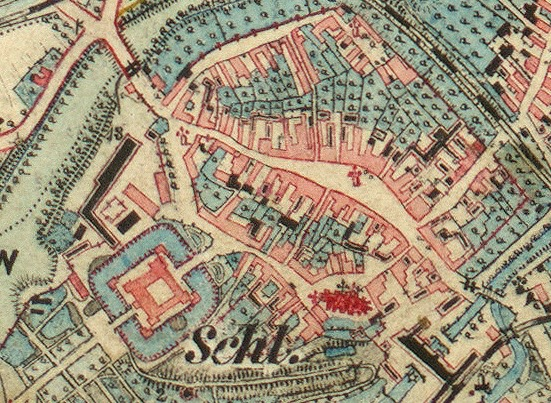
Schloss und Stadt Ebenfurth bei Wiener Neustadt (Karte, 19. Jahrhundert).

Franziska war das jüngste Kind von Franz Anton Graf von Hallwil (1702–1779) und von dessen Gattin Maria Anna geborener von Garelli verwitweter von Suttner (1717–1784). Der Vater war der Letzte seines Geschlechts in Österreich. Er hatte es zum k. k. (kaiserlich-königlichen) Feldmarschallleutnant und zum wirklichen Geheimrat gebracht. Die Mutter, deren aus Bologna stammender Vater Pius Nikolaus von Garelli erster Leibarzt Kaiser Karls VI. und Präfekt der Hofbibliothek gewesen war, hatte in ihren zwei Ehen bereits dreizehn andere Kinder geboren, von denen die meisten gestorben waren. Franziska wuchs im heutigen Palais Neupauer-Breuner in Wien und auf dem Wasserschloss Ebenfurth bei Wiener Neustadt auf. In Wiener Neustadt, dem Sitz der Theresianischen Militärakademie, war ihr Onkel Ferdinand Graf von Hallwil (1706–1773) seit 1741 katholischer Bischof.

### Flucht und Heirat

Johann Abraham von Hallwil mit 14 Jahren, Porträt von Jakob Emanuel Handmann (1760)

1773/74 war Johann Abraham von Hallwil (1746–1779) zu Besuch in der Kaiserstadt. Der Stammhalter des verarmten Zweiges der Familie, welcher das gleichnamige Schloss im damaligen Berner Aargau besass, war kein unbeschriebenes Blatt: Nachdem er Leutnant in Frankreich gewesen war, hatte er mit der Frau seines ehemaligen Hauptmanns Margarethe Zehender geborener Schmid zwei uneheliche Töchter gezeugt. Die erste wurde 1772 in Solothurn geboren, die zweite nach Margarethes Scheidung 1773 in England, wo sich damals auch Abraham aufhielt. Dann liess er die Geliebte sitzen. Sie tauchte später als Gouvernante in St. Petersburg auf und nannte sich Madame de Hallwil. Die Töchter wurden 1794 legitimiert.
Graf Hallwil führte den entfernten Verwandten in die Wiener Gesellschaft ein. Zum Dank schwängerte der 27-Jährige vor seiner Abreise die erst 15-jährige Franziska. Ob dies unter so romantischen Umständen geschah, wie Steinfels (siehe Quellen und Darstellungen) es darstellt, darf bezweifelt werden. Als Franziska ihre Lage erkannte, bat sie die Eltern, Abrahams Frau werden zu dürfen. Dieser seinerseits hielt von der Schweiz aus um ihre Hand an, obwohl er lieber durch Heirat mit einer Berner Patrizierstochter Ratsherr und Landvogt geworden wäre. Eine katholische Österreicherin – und erst recht die Nichte eines Bischofs – konnte aber keinen Protestanten heiraten, und ein Berner verlor bei einer Mischehe Recht und Besitz. Franziskas Vater erkrankte; die Mutter drohte, sie nach dessen Tod ins Kloster zu stecken.
Das verzweifelte Mädchen unternahm einen Selbstmordversuch. Verständnis fand es bei seiner doppelt so alten unverheirateten Halbschwester Leopoldine von Suttner (ca. 1743–1789). Am 1. Februar 1775 gaben die beiden vor, in eine nächtliche Lichtmess-Andacht zu gehen. Stattdessen bestiegen sie eine von Leopoldine erworbene vierspännige Kutsche und fuhren in Begleitung eines angeblichen Schweizer Grafen Walter und eines Bedienten über Strassburg nach Bern. Nachdem zwei Monate zuvor schon eine verheiratete Gräfin Esterházy mit ihrem Liebhaber Graf Schulenburg nach Zürich geflohen war, erregte der Fall im Wien der sittenstrengen Kaiserin Maria Theresia grosses Aufsehen. Die Justizbehörden schickten den Flüchtenden zwei Beamte nach, doch erreichten diese die Schweizer Grenze zu spät. Der k. k. Resident in Basel forderte Bern auf, die angeblich Entführten auszuliefern. Er erhielt zur Antwort, sie hätten Wien aus freien Stücken verlassen. Abraham und Franziska heirateten, wozu sie in die Grafschaft Montbéliard fahren mussten. Graf und Gräfin Hallwil enterbten ihre Töchter. Ein Kriminalverfahren gegen diese wurde aber auf Bitte des Vaters eingestellt.

### Verlust des Gatten
Laut Steinfels brachte Franziska kurz nach der Trauung tote Zwillinge zur Welt. Abraham lehnte einen Vorschlag ihres Vaters ab, nach Wien zu ziehen und zu konvertieren. So musste Franziska, um nicht mittellos dazustehen, nach einer Schnellbleiche durch Pfarrer Heinrich Roll in Seon zum reformierten Glauben übertreten. Sie kleidete sich fortan nach Berner Art und lernte den Dialekt. 1777 erhielt Abraham von seiner Mutter die Herrschaft Hallwil. Franziskas Eheglück – wenn es denn eines war – dauerte aber nur kurz: 1779 starb ihr Mann, fast zeitgleich mit der Schwiegermutter. Neben der Sorge um die Söhne Johann (1776–1802), Franz (1777–1852) und Karl (1778–1827) sowie um seinen geisteskranken Bruder Albrecht Gabriel hinterliess er der 21-Jährigen Schulden. Nach damaligem Recht erhielt sie als Witwe einen Vormund. Dieser war jeweils Berner Patrizier. Franziska blieb vorderhand auf dem einsamen Wasserschloss Hallwil und heiratete nicht wieder. Nachdem ihr Kaiser Joseph II. Straffreiheit zugesichert hatte, fuhr sie 1781 nach Wien, doch die angestrebte Versöhnung mit der inzwischen verwitweten Mutter scheiterte. Der Zinsertrag des künftigen Erbes der Söhne ermöglichte ihr immerhin, diese standesgemäss zu erziehen.

### Freundschaft mit Pestalozzi
Bei Pfarrer Wilhelm Schinz in Seengen lernte Franziska Johann Heinrich Pestalozzi (1746–1827) kennen, dessen Armenerziehungsanstalt auf dem Neuhof bei Birr 1780 liquidiert werden musste. In der Folge wurde sie seine Vertraute. 1808 widmete ihr Pestalozzi die reimlose Ode An die Einzige, welche eine Art Autobiografie darstellt. Darin heisst es: „(…) als ich verwaist umherirrte und kein Erbarmen fand unter den Menschen und keinen heimmeligen Ekken auf dieser Erde, und mir keine Thüre mehr offen stand auch bey den bessern Menschen, da fand ich Erbarmen bey Dir, da öffnetest Du mir Deine Thüre.“ Auch mit Pestalozzis Frau Anna geborener Schulthess (1738–1815) schloss Franziska Freundschaft. Zum Hauslehrer berief sie 1785 den Bündner Pfarrer Jeremias L’Orsa (1757–1837). Dieser Freund Pestalozzis scheint wie sie selber ihren Söhnen gegenüber zu nachgiebig gewesen zu sein. 1804 schlug Franziskas Bekannter Johann Heinrich Heidegger vor, Pestalozzis Institut von Münchenbuchsee nach Hallwil zu verlegen. 1805 versuchte Franziska erfolglos, zwischen Pestalozzi und dessen Rivalen Philipp Emanuel von Fellenberg zu vermitteln. Während ihre Freundschaft mit Anna bis zu deren Tod fortbestand, endete jene mit Pestalozzi 1819, als sie vermittelnd in Streitigkeiten an seinem Institut in Yverdon einzugreifen versuchte.

### Beteiligung an der Revolution

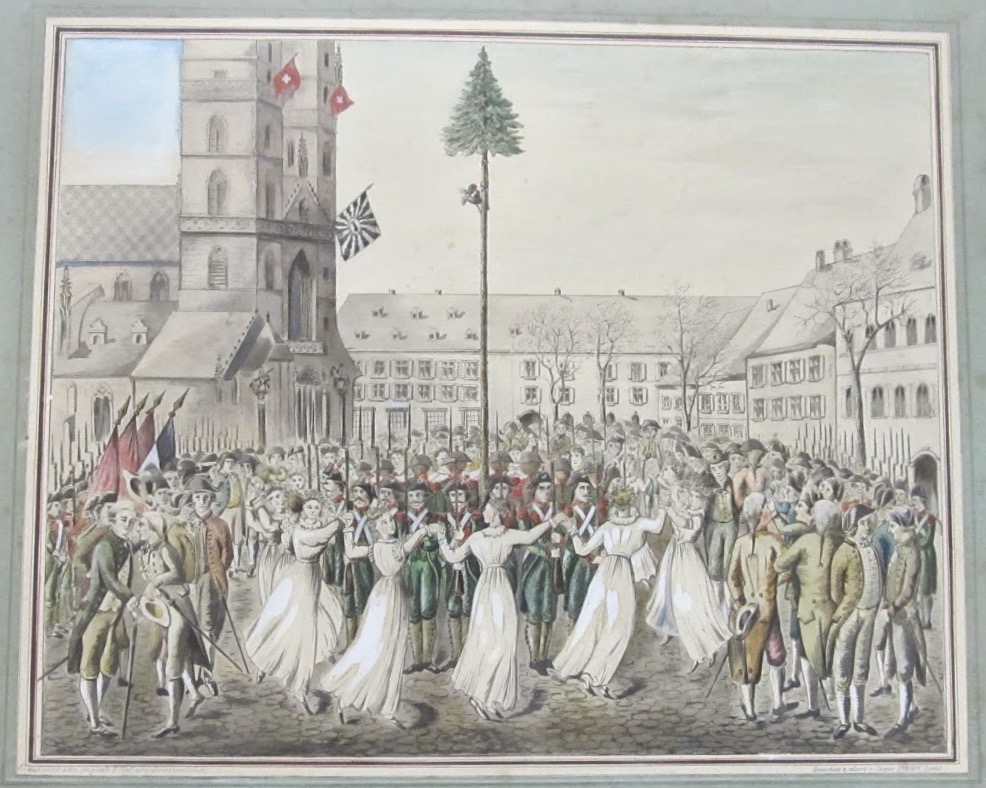
Vorbild für die Feier in Aarau: Tanz um den Freiheitsbaum in Basel, 22. Januar 1798.

Der Musiker Samuel Gottlob Auberlen, den Franziska um 1784 nach Hallwil einlud, rühmte ihr „zartes liebevolles Benehmen gegen Jedermann, und vorzüglich gegen alle die in ihrer Oberherrschaft sich befindende Angehörige (Hörigen), gegen ihre sämtl(ichen) Dienerschaften“. In Zürich, wohin Franziska im Jahr des Stäfnerhandels (1795) zu ihren Freundinnen Dorothea (1765–1804) und Regula Usteri († 1840) zog – die Söhne waren in der Zwischenzeit ausgeflogen –, dürfte die Aristokratin vollends zur Demokratin geworden sein.
Als 1798 die Helvetische Revolution ausbrach, fuhr Franziska mit Dorothea und Regula nach Aarau. Sie muss die „vornehme Frau“ gewesen sein, welche dort am 1. Februar – dem Jahrestag ihrer Flucht aus Wien – „mit einem Säbel umgürtet, in weissen Kleidern, wie mehrere vornehme Frauenzimmer, alle mit Nationalbändern geziert, mit fränkischen (französischen), deutschen und schweizerischen Patrioten“ um den Freiheitsbaum tanzte. Sie tat dies wohl unter dem Einfluss ihres Gastgebers, des Seidenbandfabrikanten und späteren Senators der Helvetischen Republik Johann Rudolf Meyer (1739–1813). Dass ihr Verwalter Johann Kaspar Fischer dem Berner Landvogt auf Kasteln schrieb, sie habe an der „hässigen Scene“ teilnehmen müssen, sagt wohl mehr über die Einstellung von Absender und Empfänger des Briefes zur Revolution aus als über jene Franziskas.
Vor den heranrückenden Berner Truppen floh sie dann nach Zürich. Einige Monate später ernannte die provisorische Nationalversammlung des neu gegründeten Kantons Aargau die bisherige Oberherrin von Hallwil zur Ehrenbürgerin. Sie wurde Bürgerin von Brugg und verzichtete auf Rat des blaublütigen Revolutionärs Karl Albrecht Frisching auf das Burgerrecht von Bern. Auf Adel und Titel brauchte sie nicht erst zu verzichten – die wurden durch die Verfassung der Helvetischen Republik abgeschafft. Zu Vormündern wählte sie nun Aarauer Patrioten, zuerst den erwähnten Meyer, dann den Baumwollindustriellen und Regierungsrat Johannes Herzog (1773–1840).

### Nachkommen

Joseph Victor Scheffel: Schloss Hallwil (1860). Aufnahme Jenny Bergensten.

- Johann (1776–1802), Franziskas kränkelnder Ältester, starb 1802 in Paris, als dort gerade die Helvetische Consulta stattfand.
- Franz (1777–1852) machte als russischer Offizier Schulden. Franziska musste seinetwegen wiederholt die Hilfe Frédéric-César Laharpes in Anspruch nehmen, der Erzieher Kaiser Alexanders I. und Führer der Patrioten in der Helvetischen Republik gewesen war. Als Franz aber 1804 den Schmuck einer Verwandten unterschlug, hatte er seinen Abschied zu nehmen. 1807 heiratete er Adrienne de Loys und übernahm, was von der Herrschaft Hallwil übriggeblieben war. 1808–1813 und 1815–1831 sass er im aargauischen Grossen Rat. 1828 wurde er Oberst der kantonalen Miliz. Er liess den Bergfried von Schloss Hallwil abbrechen und vererbte Schloss Hallwyl dem ältesten Sohn seines jüngeren Bruders Gabriel Karl, Theodor (1810–1870).
- Gabriel Karl (1778–1827) stand 1796–1801 in preussischen Diensten. 1805 nahm das Ehepaar Pestalozzi ein uneheliches Kind von ihm in Pflege[16], und im folgenden Jahr drohte ihm wegen einer anderen Affäre das Chorgericht (Sittengericht). 1808 heiratete er Wilhelmine de Goumoëns. 1809 wurde er Kommandant des aargauischen Landjägerkorps. 1811 war er Mitbegründer der Freimaurerloge in Aarau. Zu Beginn der Restaurationszeit (1815) sah er sich gezwungen, die Schweiz zu verlassen, und wurde Oberstleutnant in den Niederlanden. Er starb in Breda. Seine Söhne Theodor (1810–1870) und Karl (1827–1899) sicherten den Fortbestand der Familie.

Franziska lebte ab 1809 in Aarau, zuerst bei Karl, 1815–1828 bei der verwitweten Rosina Elisabeth Rothpletz geborenen Pfleger, zuletzt bei Hans Georg Hunziker. Nach Hallwil kehrte sie erst zurück, nachdem Schwiegertochter Adrienne 1834 ausgezogen war. Franziska starb mit 77 Jahren. Ihr Urenkel Hans von Hallwil (1835–1909) wurde aargauischer Regierungsrat. Die Gattin eines anderen Urenkels, Wilhelmina von Hallwil geborene Kempe (1844–1930), liess Schloss Hallwil restaurieren und machte es der Öffentlichkeit zugänglich. Sie gründete die Hallwil-Stiftung und das Hallwylska museet in Stockholm.